# جیم‌آباد (مشهد)
جیم‌آباد (مشهد)، روستایی از توابع بخش رضویه شهرستان مشهد در استان خراسان رضوی ایران واقع در مشهد کیلومتر ۲۵ محور فریمان است که معرفترین و بهترین خربزه مشهد و ایران در این روستا تولید می‌شود که بنام خربزه جیم آباد معروف است بهترین خربزه جیم آباد نوع قصری آن است که سبز رنگ می‌باشد نوع دیگر خربزه جیم آباد خاتونی و ملی است که کیفیت کمتری از قصری دارند
'جیم‌آباد (مشهد)

## جمعیت
این روستا در دهستان میامی قرار دارد و براساس سرشماری مرکز آمار ایران در سال ۱۳۸۵، جمعیت آن ۵۱۹۸ نفر (۱٬۰۸۶خانوار) بوده‌است.

## محصولات
تولیدات این روستا محصولات کشاورزی هم چون خربزه (مرغوب‌ترین درایران). هندوانه،جو، گندم، کلزا، یونجه،آفتابگردان،ذرت علوفه ای، چغندرقندو گوجه فرنگی  (که هر ساله در۴۰۰۰هکتار زمین آبی و بالغ بر۶۰۰۰هکتار زمین دیم کشت می‌شود) می‌باشد؛این میزان زمین زیر کشت جیم آباد را تبدیل به یکی از وسیع‌ترین روستاهای کشور نموده‌است.همچنین در سالهای اخیر کشت پسته در اراضی جیم آباد آغاز شده‌است که با توجه به اقلیم مناسب در آینده نزدیک شاهد ظهور یک قطب جدید پسته در خراسان خواهیم بود.
در این روستا محصولات جدید با تکنولوژی جدید تولید می‌شود که از جمله آن پرورش قارچ خوراکی، پرورش خیار گلخانه و پرورش کرم ورمی کمپوست می‌باشد.
ازدیگر تولیدات روستای جیم آباد محصولات دامی است که از نزدیک به ۲۰۰۰ راس گاو و چند هزار راس گوسفند بدست می‌آید.

## معدن
نزدیک به ۱۰۰۰ هکتار از اراضی روستای جیم آباد اراضی دارای شن است  که ۲۰ شرکت تولیدکننده ماسه ساختمانی متعلق به همین روستا و همچنین شرکت‌های متعدد دیگراز آن بهره‌برداری می‌کنند. شن حاصله از این معادن قسمت عمده‌ای از نیاز شن شهر مشهد مقدس را تأمین می‌کند.